# Broekstruweel

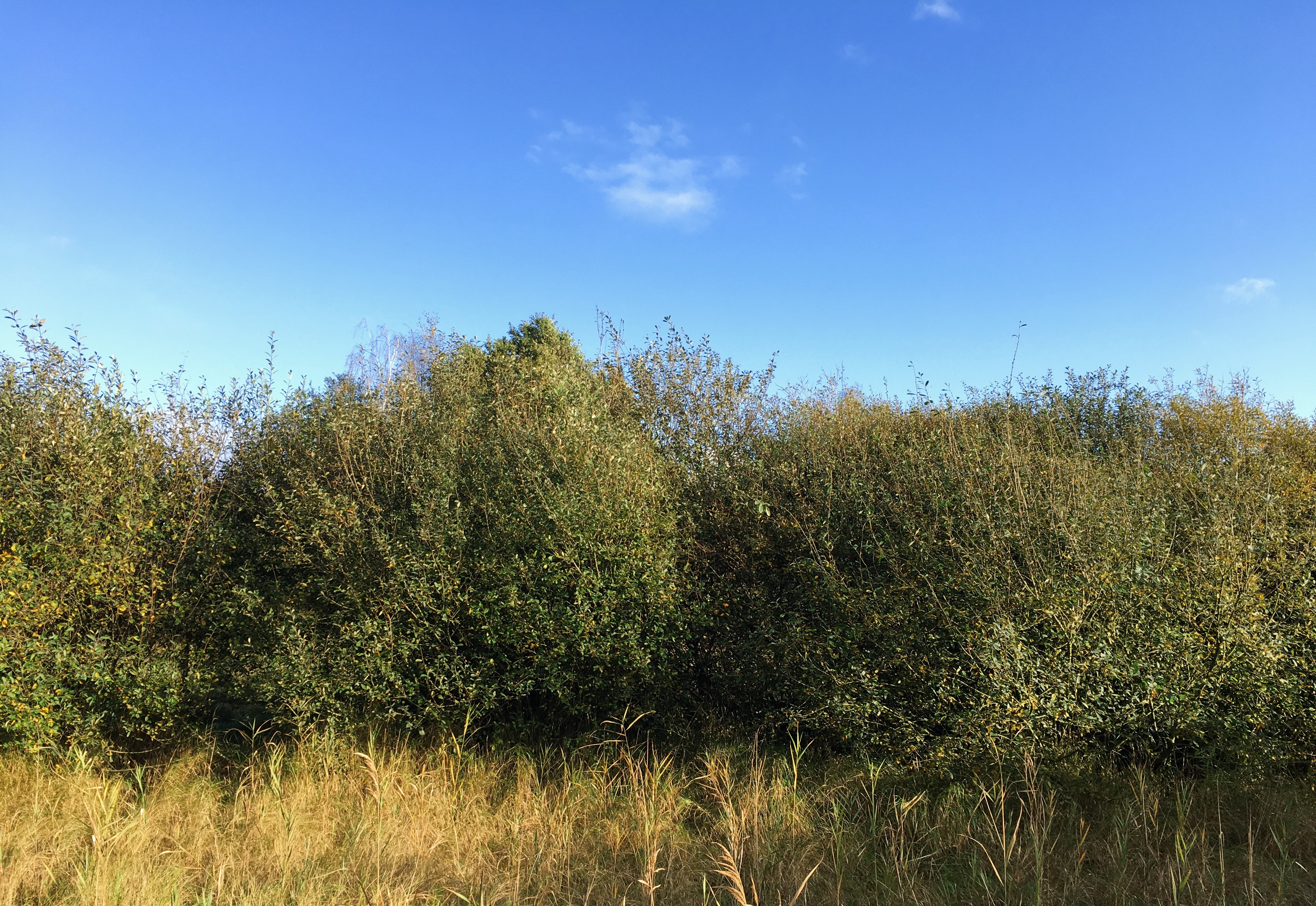
Een herfstaspect van een broekstruweel van de associatie van grauwe wilg.

Een broekstruweel is een type struweel dat uitsluitend in broeklanden voorkomt. Deze struwelen worden gevormd door struiken die hun optimum kennen op permanent natte en ook nog af en toe plaatselijk overstroomde milieus.

## Syntaxonomie
In de syntaxonomie worden broekstruwelen binnen verscheidene vegetatieklassen aangetroffen. In Nederland en Vlaanderen zijn deze struweeltypen uitgesproken vertegenwoordigd in de klasse van wilgenbroekstruwelen, die zelfs uitsluitend broekstruwelen omvat. Daarnaast worden er in Nederland en Vlaanderen soms ook broekstruwelen aangetroffen binnen de klasse van berkenbroekbossen en de klasse van elzenbroekbossen; dit betreft dan struweelvormen van broekbossen.